# 小倉北区

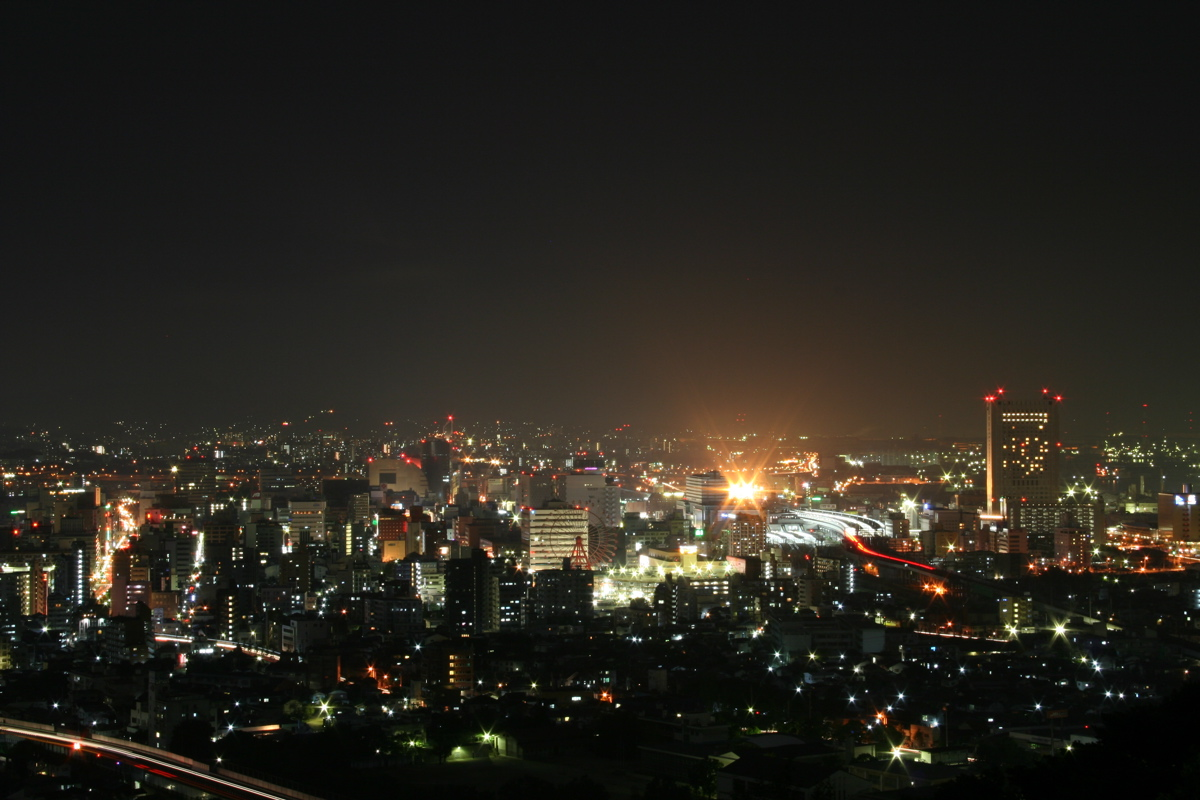
足立公園から見る小倉市街の夜景

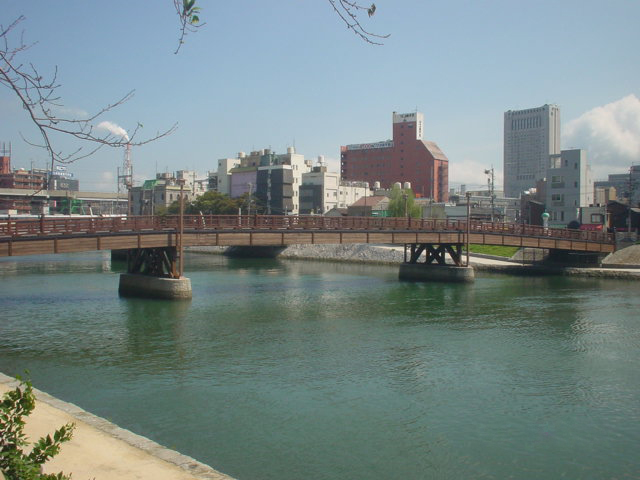
紫川に架かる常盤橋（長崎街道の起点）

小倉北区（こくらきたく）は、北九州市を構成する7区の行政区の一つである。北九州市の中心地区であり、小倉駅や北九州市役所などが所在する。

## 概要
北九州市の中心区であり、小倉駅から西小倉駅周までの一帯は北九州市の都心を形成しており、繁華街としての「小倉」はこの付近を指す。小倉南区とともに、かつての小倉市に相当する。北九州市の行政区としては、八幡西区、小倉南区に次いで3番目に人口が多い。江戸時代には小倉藩の城下町として栄えた。戦前には小倉城一帯に日本陸軍の第12師団や兵器工場の小倉陸軍造兵廠などの軍事基地が置かれた軍都であった。そのため、1945年8月9日にアメリカ軍による原爆投下の標的にされたが、最終的に長崎市に変更された（「小倉市」の歴史も参照）。区内には小倉駅や小倉城、北九州市役所などが位置しており、北九州市の政治・経済・交通の中心を担う区である。中心部には二級河川の紫川が流れている。
小倉駅は山陽新幹線、鹿児島本線、日豊本線が乗り入れる九州でも随一のターミナル駅であり、新幹線・在来線は全ての営業列車が停車する。また、小倉駅小倉城口（南口）から平和通りの上空には北九州モノレールが通っており、区内から小倉南区（徳力・企救丘方面）への交通網を担っている。同区内にある三萩野交差点は、国道3号と国道10号の分岐点であり、同区は市内のみならず九州でも有数の交通の要衝となっている。近くには北九州モノレールの香春口三萩野駅があり、その付近で都市高速の北九州高速4号線がその付近で立体交差する。
市街地は小倉駅南口を中心として、南北方向（平和通り・浅香通り・ちゅうぎん通り・みかげ通り）と、東西方向（勝山通り・小文字通り）に広がっている。商業施設・商店街の多くは平和通りより西側に立地しており、主なものとして魚町銀天街、京町銀天街、北九州の台所と呼ばれる旦過市場、市内唯一の百貨店である井筒屋や、セントシティ北九州、リバーウォーク北九州などがある。魚町銀天街はアーケード商店街発祥の地である。平和通りより東側には西鉄北九州線砂津車庫跡地にチャチャタウン小倉がある。また、小倉駅ビルの「アミュプラザ小倉」はJR九州が九州の主要都市で展開するファッションビルのアミュプラザシリーズの第1号である。堺町・紺屋町などに歓楽街も形成されており、紫川河口の船頭町は風俗店などの施設が集積している風俗街となっている。また響灘に面する臨海部は工場が立地しており、北九州工業地域の一角を成している。
また、区の中心部には小倉城があり、北九州市の主な観光地の一つとなっている。碁盤目状の区割り、職人・職業の名称がついた町名（魚町、鍛冶町、馬借）など、城下町の名残があるが、小倉城周辺以外は商業地としての開発が進んだため、城下町としての景観はあまり残っていない。近年はリバーウォークや小倉駅ビルを始めとする大型商業施設、タワーマンションなどの建築が進み、リバーウォークの向かいにはタワーマンションの小倉D.C.タワーが建設された（145.7mの高さで、建設当時は福岡県内で最も高い建物だった）。
他に北側の響灘にある藍島および馬島も区域に含まれる。

## 歴史
1602年に細川忠興が小倉城を築城した後、城下町小倉が形成されていった。1632年には大名の配置換えにより譜代大名である小笠原忠真が小倉藩 - 豊前国15万石の藩主となる。その後小倉城は、1866年には長州戦争の際に小倉藩自らの手により火をつけられ焼失する。明治時代には廃藩置県により小倉県が誕生し小倉はその県庁所在地となる。福岡県に併合された後も豊前地方の経済の中心地として栄え、工業の分野でも小倉製鉄所などのような重工業が盛んであった。現在では、北九州市の中心区としてふさわしい商業地区・施設や街路・河川・橋梁などの整備が進んでいる。
以下、現在の小倉北区について記す。北九州市、小倉市の項目も参照。
- 1889年（明治22年）4月1日 - 町村制が施行され、小倉町・長松浦村・平松浦村が合併し、企救郡小倉町（きくぐん・こくらまち）となる。また、企救郡内には、足立村（あだちむら）、西紫村（にしむらさきむら）、板櫃村（いたびつむら）が発足。
- 1900年（明治33年）4月1日 - 小倉町が市制施行、小倉市になる。
- 1908年（明治41年）4月1日 - 西紫村を分割廃止。小熊野・篠崎地区が板櫃村に、蒲生（現在は小倉南区）、今村（現在の今町）地区が企救町（きくまち）に、それぞれ編入される。
- 1922年（大正11年）10月1日 - 板櫃村が町制施行、板櫃町（いたびつまち）となる。
- 1925年（大正14年）4月28日 - 板櫃町を分割廃止。大部分は小倉市に編入されるが、槻田地区と小熊野地区の各一部は八幡市に編入された。
- 1927年（昭和2年）4月1日 - 足立村を小倉市に編入。これによりおおよそ現在の小倉北区の範囲が小倉市になった。
- 1937年（昭和12年）9月1日 - 企救町を小倉市に編入。
- 1963年（昭和38年）2月10日 - 5市合併により北九州市発足、旧小倉市部分は概ね小倉区となった。ただし、政令指定都市への移行は4月1日であったため、それまで小倉区は町名・大字の一部（接頭句）扱いであった。
- 1974年（昭和49年）4月1日 - 小倉区を小倉北区と小倉南区に分区。その際、旧企救町のエリアでは今町地区が小倉北区となった。

## 人口の変遷
- 1975年　 223,869
- 1980年　 217,204
- 1985年　 214,149
- 1990年　 202,051
- 1995年　 194,194
- 2000年　 187,684
- 2005年　 183,286
- 2010年　 181,936
- 2015年　 181,878
- 2020年　 182,898

## 交通
北九州市の中心として位置付けられているため、区内には各交通機関の起点となる施設が存在する。

### 鉄道

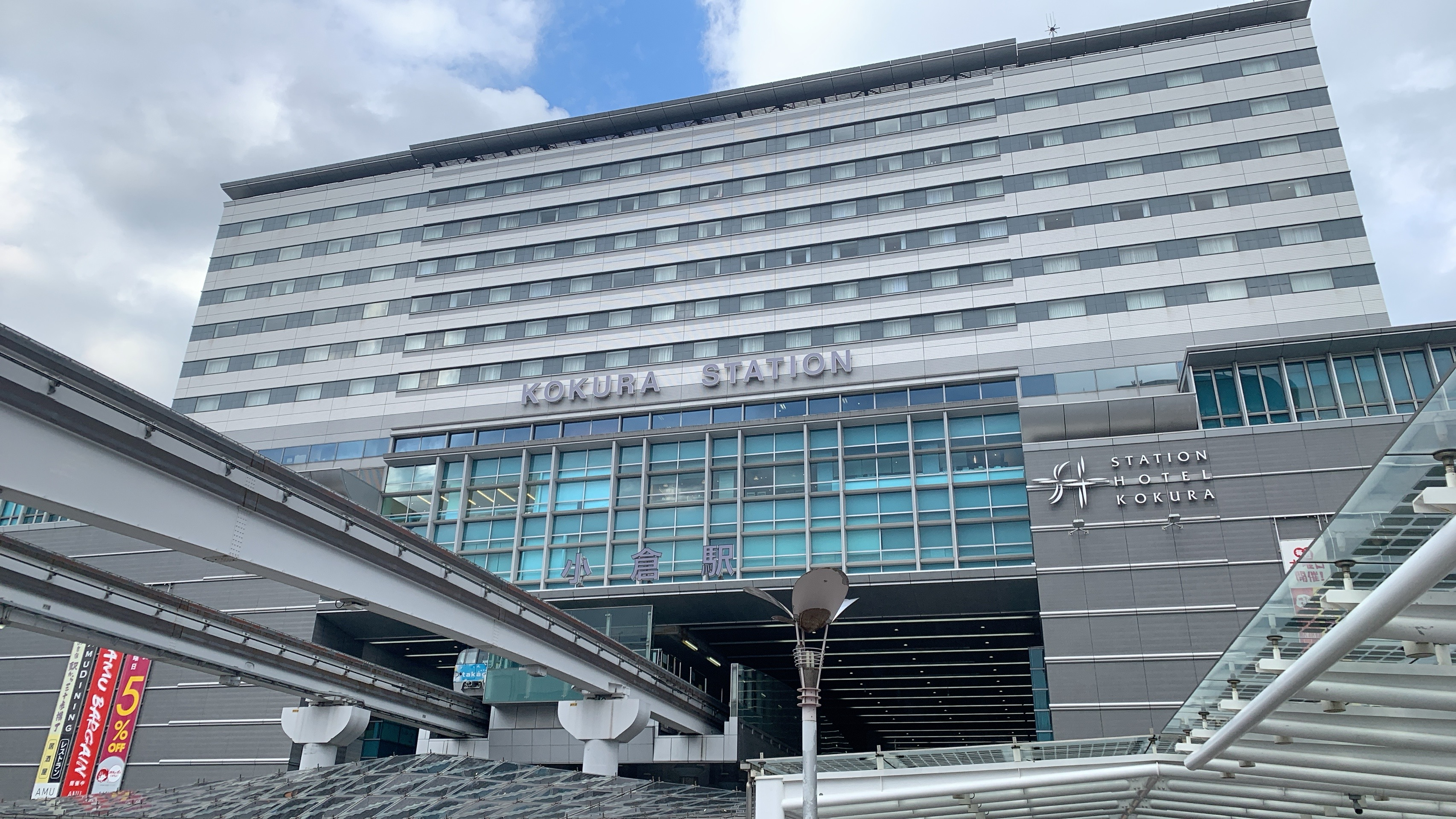
小倉駅

九州旅客鉄道（JR九州）
- 鹿児島本線
  - 小倉駅 - 西小倉駅
- 日豊本線
  - 小倉駅 - 西小倉駅 - 南小倉駅

小倉駅 - 西小倉駅は現在路線重複区間となっている。これは、西小倉駅への鹿児島線ホーム設置が国鉄民営化後であったため。ただし、現在運用上は日豊本線は事実上西小倉駅起点扱いに近く、非優等列車どうしの乗り換えは西小倉駅で対応するほか、区間内で現在進められている紫川の橋梁嵩上げ工事に伴い区間運休する場合は、両駅間は鹿児島本線系統のみの運行となる（近年は2009年元日夜が該当）。
西日本旅客鉄道（JR西日本）
- 山陽新幹線
  - 小倉駅

北九州高速鉄道
- モノレール小倉線
  - 小倉駅 - 平和通駅 - 旦過駅 - 香春口三萩野駅 - 片野駅

#### 廃止された路線
西鉄北九州線と総称される路面電車が通っていたが、1992年（平成4年）10月25日までに区内全区間が廃止された。
西日本鉄道
- 北九州本線（1985年10月20日および1992年10月25日廃止）
  - 赤坂停留場 - 上富野三丁目停留場 - 上富野一丁目停留場 - 砂津停留場 - 米町停留場 - 小倉駅前 - 魚町停留場 - 室町停留場 - 大門停留場 - 竪町停留場 - 金田停留場 - 下到津停留場 - 歯科大学前停留場 - 遊園前停留場 - 遊園前バス営業所停留場
- 戸畑線（1985年10月20日廃止）
  - 大門停留場 - 日明停留場 - 日明西口停留場 - 中井口停留場
- 北方線（1980年11月2日廃止）
  - 魚町停留場  - 旦過橋停留場 - 市立小倉病院前停留場 - 三萩野停留場 - 片野停留場 - 城野駅前停留場

### バス
- 西鉄バス北九州
  - 本社・小倉営業所（砂津バスセンターが併設されている）
  - 北九州高速営業所
  - （西鉄）小倉駅バスセンター

以下は路線乗り入れのみ。区内に営業所はない。
- 北九州市交通局（北九州市役所及び小倉港松山行きフェリーのりば（夜1便のみ）行き）

かつては西鉄バス筑豊の田川快速線及び受託路線の直方特急線が運行されていたが、前者は2017年10月1日を以って、後者は2022年4月1日を以ってそれぞれ廃止されている。

### 船舶

#### 生活航路
北九州市営渡船（小倉航路）
小倉（浅野）- 馬島 - 藍島
関門海峡フェリー（2011年11月30日をもって運航休止）
小倉（日明港） - 下関市彦島（荒田港）

#### 遠距離・観光航路
松山・小倉フェリー
小倉（浅野） - 松山観光港

## 教育

### 大学・短期大学
公立
- 九州歯科大学

私立
- 学校法人東筑紫学園
  - 九州栄養福祉大学
  - 東筑紫短期大学
- 学校法人西南女学院
  - 西南女学院大学
  - 西南女学院大学短期大学部
- 学校法人西日本工業学園西日本工業大学小倉キャンパス

### 高等学校
県立
- 福岡県立小倉高等学校
- 福岡県立小倉西高等学校
- 福岡県立小倉工業高等学校

私立全日制
- 美萩野女子高等学校
- 東筑紫学園高等学校
- 西南女学院高等学校
- 真颯館高等学校
- 慶成高等学校

通信制・単位制・その他サポート校など
- 北九州自由高等学院
- クラーク記念国際高等学校小倉キャンパス
- 一ツ葉高等学校小倉キャンパス

### 中学校
国立
- 福岡教育大学附属小倉中学校

市立
- 北九州市立足立中学校
- 北九州市立板櫃中学校
- 北九州市立菊陵中学校
- 北九州市立霧丘中学校
- 北九州市立思永中学校
- 北九州市立篠崎中学校
- 北九州市立白銀中学校
- 北九州市立富野中学校
- 北九州市立南小倉中学校

私立
- 小倉日新館中学校
- 照曜館中学校
- 西南女学院中学校

### 小学校
国立
- 福岡教育大学附属小倉小学校

市立
| - 北九州市立藍島小学校 - 北九州市立足原小学校 - 北九州市立足立小学校 - 北九州市立泉台小学校 - 北九州市立到津小学校 - 北九州市立井堀小学校 - 北九州市立今町小学校 - 北九州市立北小倉小学校 | - 北九州市立貴船小学校 - 北九州市立清水小学校 - 北九州市立霧丘小学校 - 北九州市立小倉中央小学校 - 北九州市立桜丘小学校 - 北九州市立三郎丸小学校 - 北九州市立寿山小学校 - 北九州市立富野小学校 | - 北九州市立中井小学校 - 北九州市立中島小学校 - 北九州市立西小倉小学校 - 北九州市立日明小学校 - 北九州市立南丘小学校 - 北九州市立南小倉小学校 |

### 特別支援学校
- 北九州市立小倉北特別支援学校

### その他の学校
- 河合塾北九州校
- 学校法人麻生塾
  - 麻生情報ビジネス専門学校北九州校
  - 麻生公務員専門学校北九州校
- 学校法人大原学園
  - 大原簿記公務員専門学校小倉校
  - 大原医療福祉専門学校小倉校
- 北九州予備校
- KCS北九州情報専門学校
- 北九州調理師専門学校
- 九州医療スポーツ専門学校
- 東京アカデミー北九州校
- 美萩野臨床医学専門学校
- 代々木ゼミナール小倉校

## 医療機関
- 北九州市立医療センター
- 九州歯科大学附属病院
- 健和会大手町病院
- 小倉記念病院
- 新小倉病院

## 産業

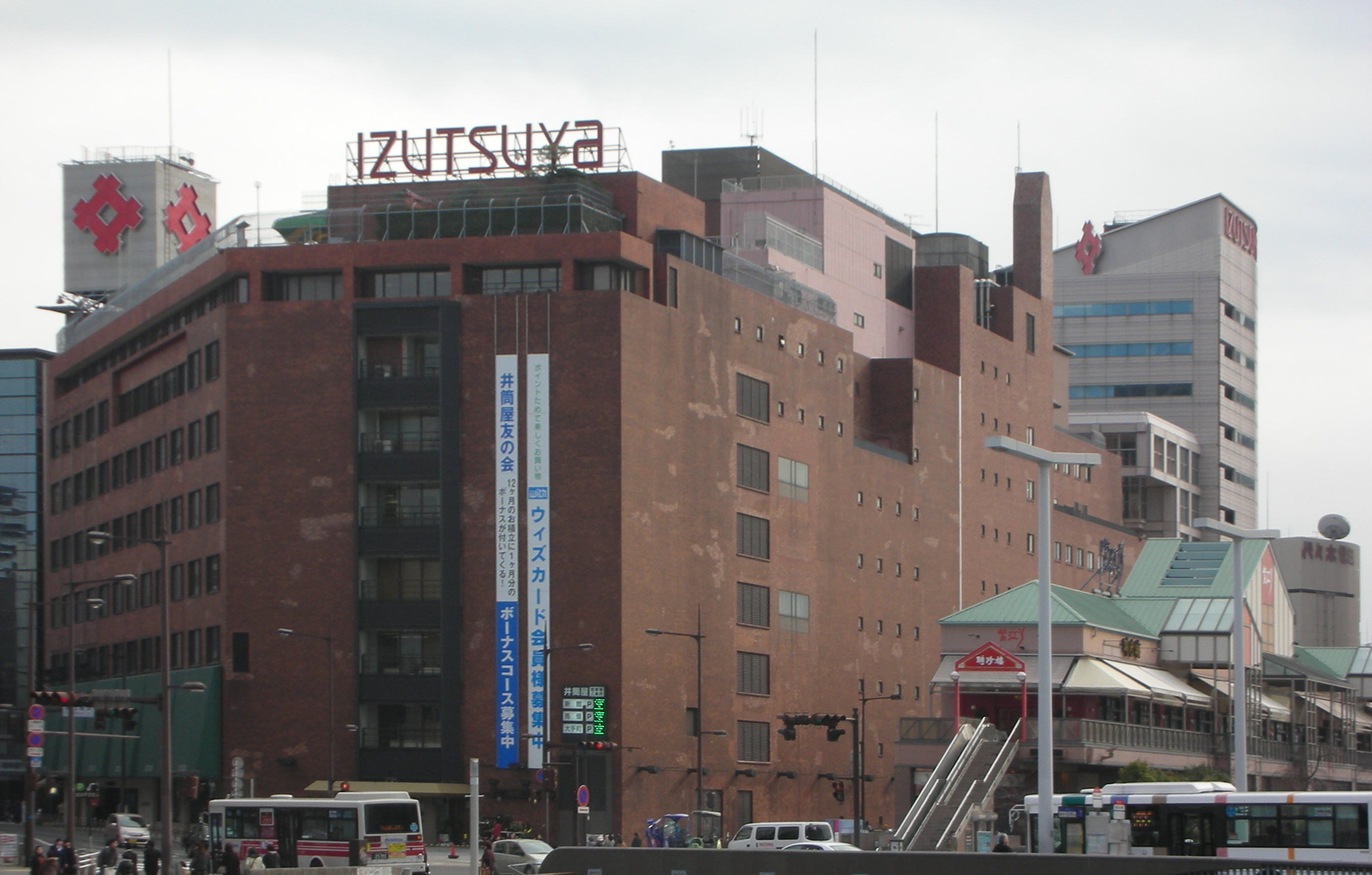
井筒屋小倉本店

### 小倉北区に本社を置く主な企業

#### 工業
- カンノ製作所
- TOTO
- 日鉄住金高炉セメント
- 日本磁力選鉱
- 三扇工業

#### 商業
- 井筒屋
- 北九州駅弁当
- 北九州青果
- 極東ファディ
- 湖月堂
- ナフコ
- リズム食品

#### その他
- 朝日広告社
- ウチヤマホールディングス
- 小野建
- 北九州銀行
- 国際興業グループ
- シダー
- 第一交通産業
- 東宝住宅
- 日専連ベネフル
- 不動産中央情報センター
- ワールドホールディングス（本店）

### 小倉北区に大きな事業拠点を置く主な企業
- 小倉総合車両センター（九州旅客鉄道）
- 日本製鉄 八幡製鉄所・小倉地区
- 東京製綱 九州支店・北九州エンジニアリングセンター
- 西日本シティ銀行 北九州総本部
- 福岡銀行 北九州総本部
- 富士通コミュニケーションサービス 北九州サポートセンター
- ヤフー株式会社 北九州センター

### マスメディア
新聞
- 毎日新聞西部本社 本社
- 朝日新聞西部本社 本社
- 読売新聞西部本社 北九州総本部
- 西日本新聞社 北九州本社
- 日本経済新聞社 北九州支局

放送
- NHK北九州放送局（福岡県東部を管轄）
- CROSS FM 本社
- RKB毎日放送 北九州支社
- 九州朝日放送 北九州支社
- テレビ西日本 北九州支局
- 福岡放送 北九州支社
- TVQ九州放送 北九州本社
- 北九州シティエフエム（FM KITAQ。コミュニティ放送）

## 祭事・イベント
- 八坂神社節分祭 - 2月

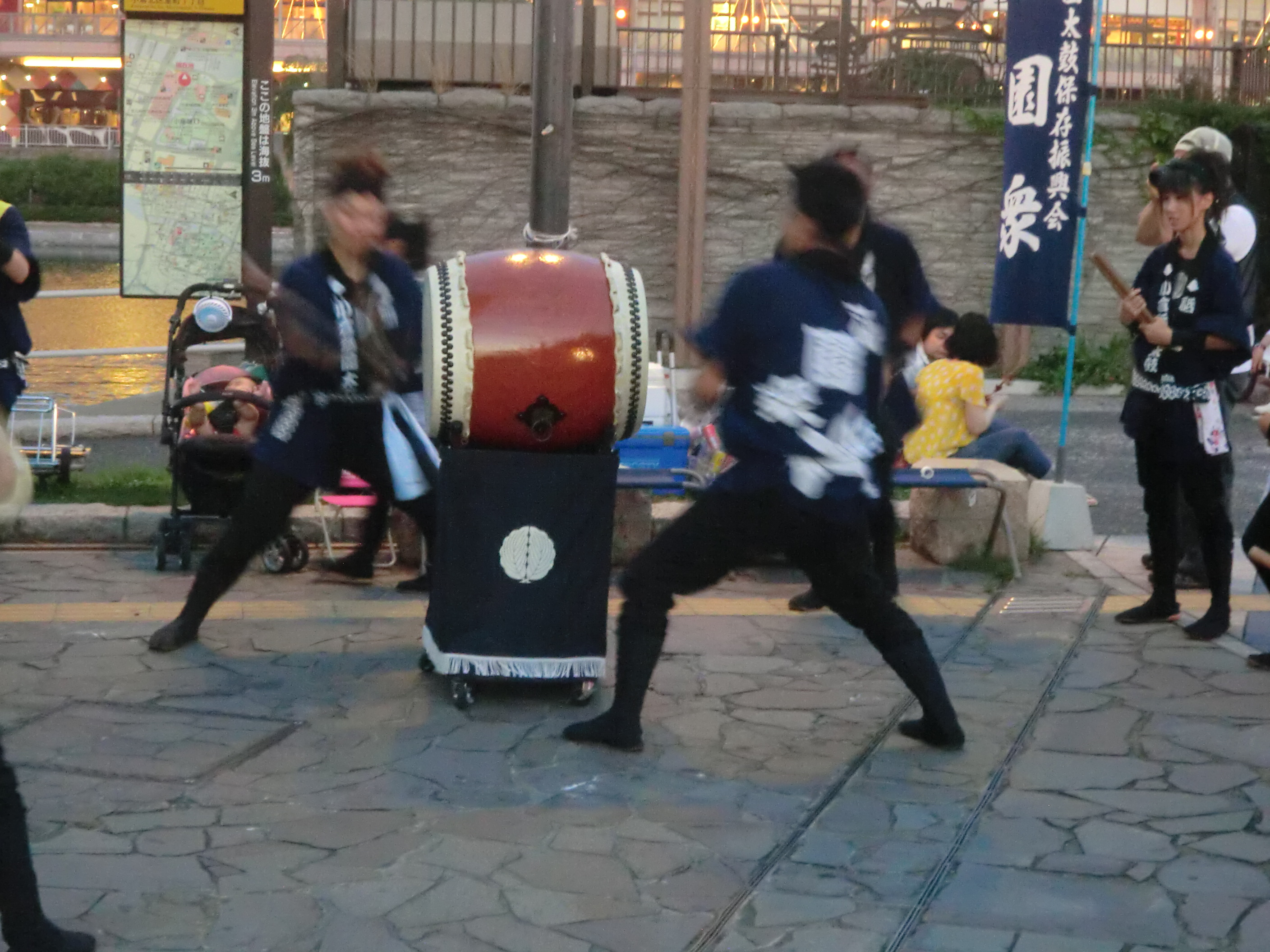
小倉祇園太鼓

- 小倉城桜祭り - 3月下旬。2017年は3月25日と26日開催予定。
- 小倉祇園太鼓 - 博多祇園山笠、戸畑祇園大山笠と並ぶ「福岡県の三大祇園祭」。約390年の歴史を持つ。毎年7月第3金土日の3日間。
- わっしょい百万夏まつり - 毎年8月第1土日の2日間。
- 小文字焼 - 8月中旬
- 小倉城薪能 - 9月下旬
- 小倉オープンカフェマンス - 10月中
- 北九州小倉城まつり - 10月中旬
- 北九州ミュージックフェスタ - 10月中旬

## 施設

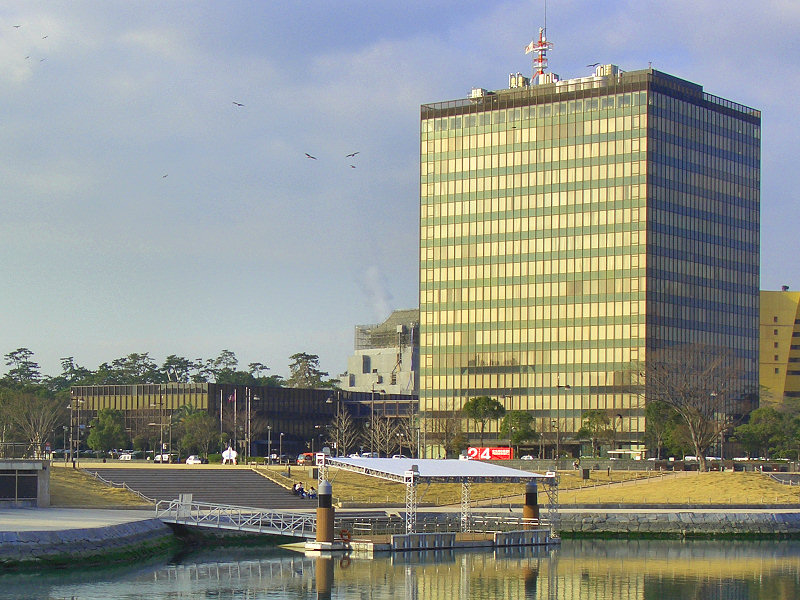
北九州市役所

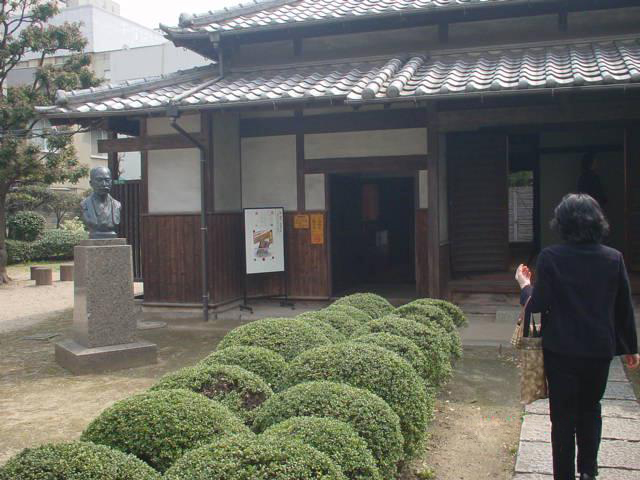
森鷗外旧居

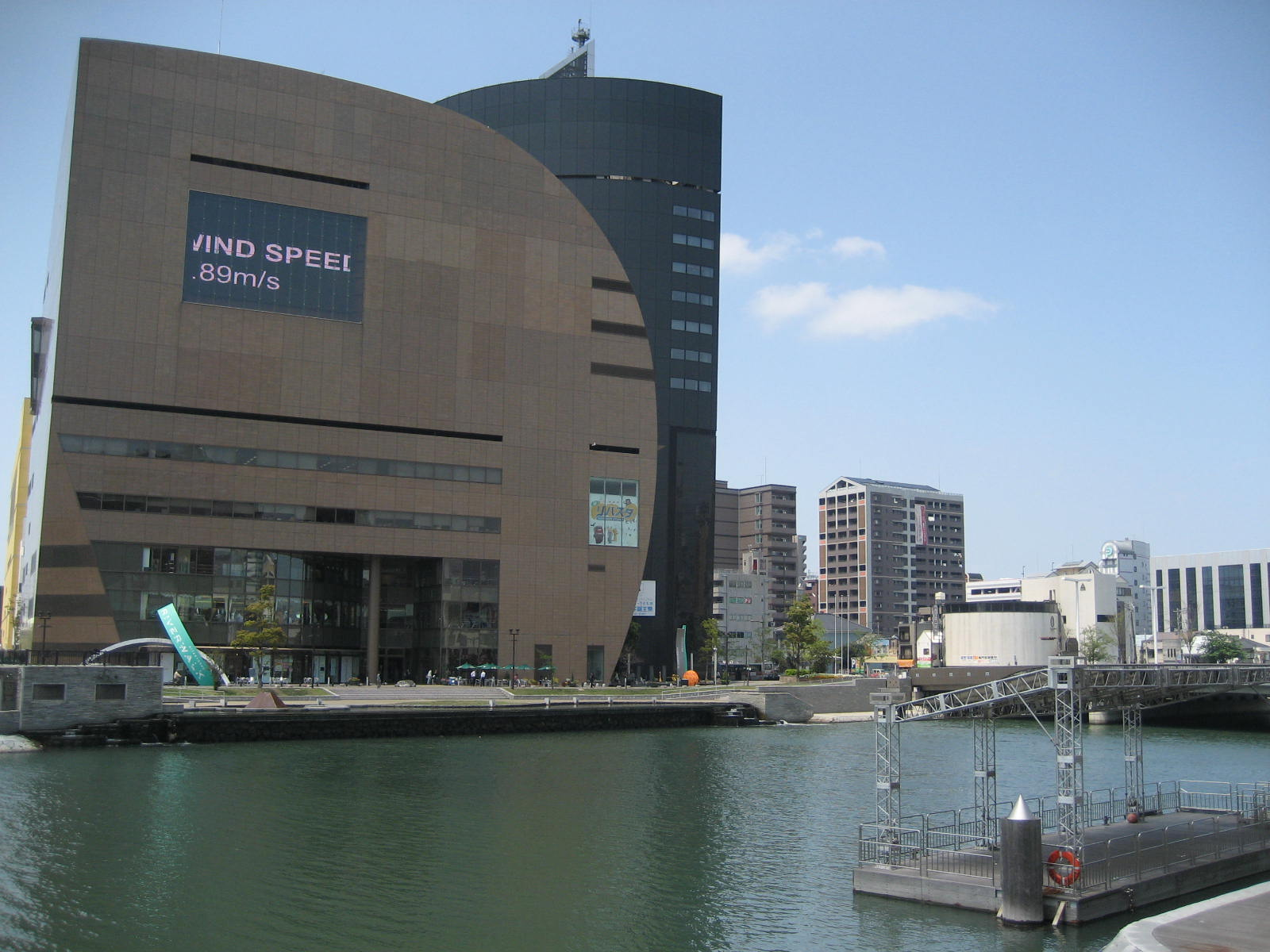
リバーウォーク北九州

### 小倉駅地区
駅構内
- アミュプラザ小倉
- JR九州ステーションホテル小倉

駅北口
- リーガロイヤルホテル小倉
- 西日本総合展示場
- アジア太平洋インポートマート
- 北九州国際会議場
- 北九州スタジアム
- KMMビル
- あるあるCity

駅南東
- セントシティ北九州

### 都心部
小倉駅南東・砂津地区
- 森鷗外旧居
- チャチャタウン小倉

小倉駅南西紫川以東
- 魚町銀天街
- 旦過市場
- 鳥町食道街
- 丸和小倉店
- 井筒屋小倉店
- 紫江's・水環境館
- ブックセンタークエスト小倉本店

紫川以西
- 西小倉駅
- 北九州市役所
- 小倉城
- 八坂神社
- 勝山公園
- 北九州市立中央図書館
- 北九州市立文学館
- 北九州市立松本清張記念館
- リバーウォーク北九州
  - 北九州芸術劇場

- ヤマダデンキテックランド小倉本店
- 福岡県警察
  - 北九州市警察部
  - 小倉北警察署
  - 福岡交通反則通告センター北九州支所

### 周辺
- 北九州メディアドーム（小倉競輪場）
- 北九州市民球場
- 福聚寺

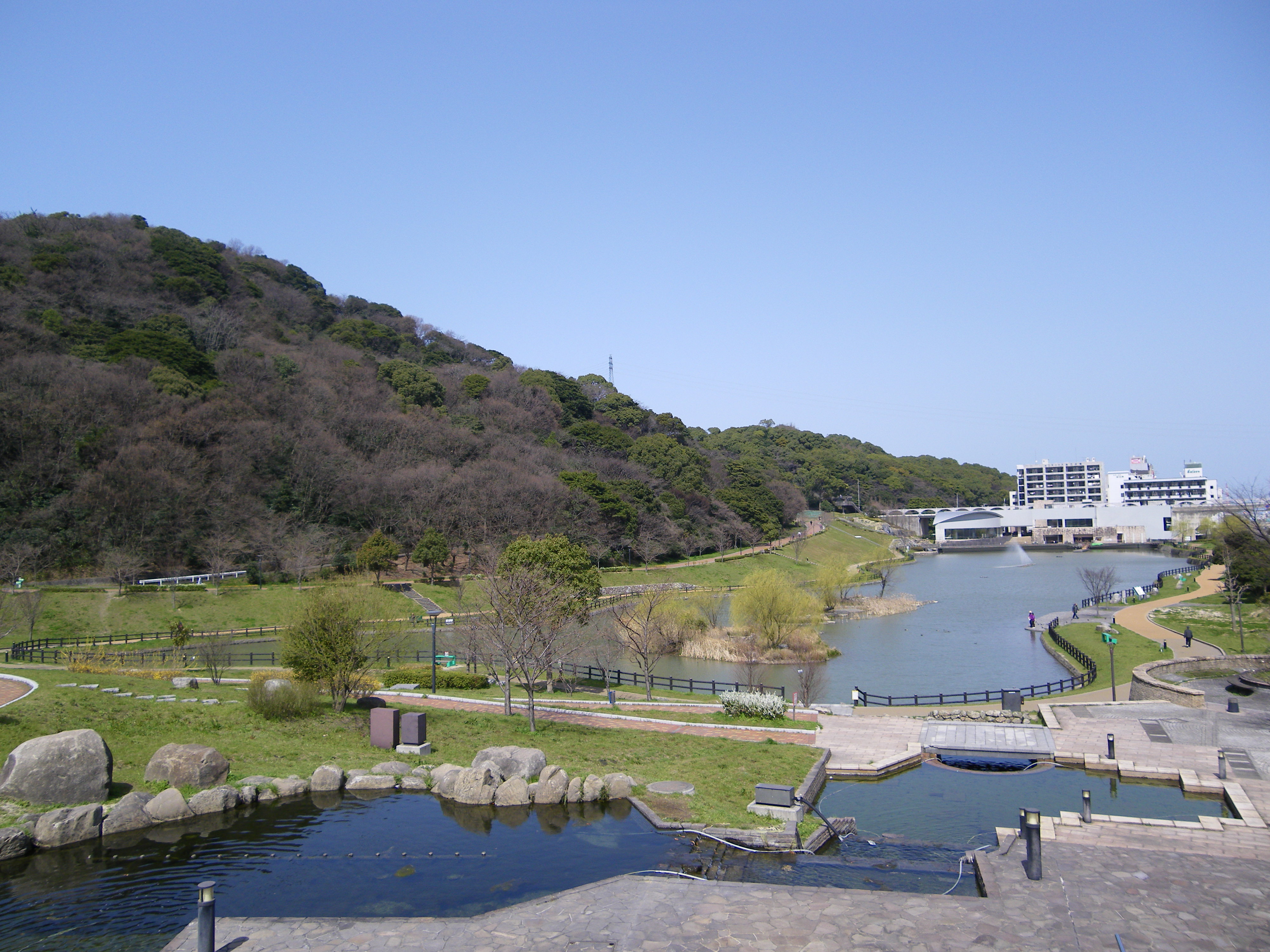
中央公園

- 福岡地方裁判所小倉支部・福岡家庭裁判所小倉支部
- アルモニーサンク（旧・九州厚生年金会館）
- 北九州市立男女共同参画センター「ムーブ」
- 中央公園 - 戸畑区・八幡東区にまたがる

## 通信・放送

### JPグループ
大きな事業所は、区内には以下が存在する。
- JP 北九州中央郵便局（〒802-xxxx、主に紫川の東側を担当）
  - JPゆうちょ銀行 北九州店
  - JPかんぽ生命 北九州支店
- JP 小倉西郵便局（〒803-08xx、〒803-8axx（a=5-7）。主に紫川の西側における配達業務を担当し、同エリアの取り集めは北九州支店に集約）

### 電話
以下に示す市外・市内局番は総務省の公開情報による。近年、通信自由化で従来のパターンが通用しなくなっている。
西日本電信電話
- 北九州支店直轄…(093)5xy（x=0-5、主に紫川以東）
- 小倉西…(093)5xy（x=6-9、主に紫川以西）
- 小倉南…(093)92x (x=1-4)、931、932、941、95x (x=1-3)（小倉南区の一部と共通）
- 槻田…(093)65x（到津地区周辺、八幡東区の一部と共通）

以下、エリア分類不明。
- NTT西日本（ひかり電話）…(093)432、436、453、476、477、482、483
- NTTコミュニケーションズ…(093)330
- NTTドコモ…(093)395
- 九州通信ネットワーク…(093)98x (x=0-2)
- KDDI…(093)55x (x=3-8)、776、777
- ソフトバンク…(093)28x (x=0,4-9)、588、888、889
- ジェイコム北九州…(093)23x (x=1-6)
- UCOM…(093)600
- テクノロジーネットワークス…(093)230
- 楽天コミュニケーションズ…(093)238

なお参考までに、西日本電信電話における一般的な割り当てルールは以下の通り。
- 2xy…中間市・遠賀郡
- 3xy…門司区
- 7xy…若松区
- 8xy…戸畑区

携帯電話については、NTTドコモ、au by KDDI、SoftBankとも区内ほとんどの地域で利用可能となっているが、山間部で繋がらない地域がある。世代交代が進められていることもあり、3G（第三世代）以降のサービスのみについてエリア拡大のため基地局整備等が進められている。

### 新聞社
小倉北区には、歴史的経緯から大手新聞社の地域本社が存在するが、現在も紙面製作を行っているのは毎日グループのみとなっている。
- 毎日新聞西部本社
- 朝日新聞西部本社[注 1]
- 西日本新聞社 北九州本社
- 日本経済新聞社 北九州支局
- 読売新聞西部本社 北九州総本部
- 小倉経済新聞 （みんなの経済新聞ネットワーク）

### 放送
小倉北区内には、以下の各局が演奏所を構えている。
- NHK北九州放送局
- CROSS FM
- 北九州シティエフエム（FM KITAQ、コミュニティ放送局）

放送波受信については、テレビとFMラジオ放送は皿倉山の八幡テレビ・FM放送所から出される電波を、AMラジオ放送は、若松区響送信所から出される電波を、直接受信する。これは、離島の藍島・馬島においても基本的に同じである。
受信条件は、市内7区の中では最も良好とみられており、区内にはFM KITAQを除き、地元向け送信所が全く存在しない。なお、リーガロイヤルホテル小倉屋上にある下関西中継局は、あくまでも下関市市街地の響灘側を放送対象とする域外中継局であり、地元向けではない。

## 出身有名人

### 政財界・軍事
- 奥保鞏（陸軍大将・元帥）
- 杉山元（陸軍大将・元帥）
- 小川又次（陸軍大将）
- 小沢武雄（陸軍中将）
- 嶋永太郎（陸軍中将）
- 髙城寿雄（タカギ創業者・社長・会長）
- 村井勉（元JR西日本会長、元アサヒビール社長）
- 平野聡（トプコン代表取締役会長）

### 文化・芸術
- 松本清張（推理作家）
- 松本零士（漫画家）
- 北条司（漫画家）
- リリー・フランキー（イラストレーター、エッセイスト）
- わたせせいぞう（イラストレーター）

### 芸能
- 大日方傳（俳優）
- 加藤正之（俳優・声優）
- 桑原和男（俳優、吉本新喜劇座員）
- 中尾ミエ（歌手）
- 草刈正雄（俳優、モデル、歌手、出生地は現在の行橋市。）
- 清水健太郎（俳優・歌手）
- 中村有志（パントマイマー・タレント）
- CHAGE（シンガーソングライター、CHAGE and ASKA）
- 原千晶（タレント）[注 2]
- SHOGO（175R）
- 咲綺（Wizard）
- 雫（ポルカドットスティングレイ）
- ぐんぴぃ(春とヒコーキ)

### スポーツ
- 安部友裕（プロ野球選手、広島東洋カープ）
- 柴原洋（元プロ野球選手）
- 日高剛（元プロ野球選手）
- 池元友樹（サッカー選手、ギラヴァンツ北九州）

### その他
- 竹林紀雄（映像作家、文教大学教授）
- 野村悟（特定危険指定暴力団五代目工藤會総裁）[3]
- 前田稔靖（内務官僚、小倉市助役）

## 事件・事故
- 北九州監禁殺人事件
- 北九州市病院長殺害事件